# Наркевичі (станція)
Наркевичі — проміжна залізнична станція Жмеринської дирекції Південно-Західної залізниці на електрифікованій лінії Гречани — Волочиськ між станцією Чорний Острів (9 км) та зупинним пунктом Баглаї (3 км). Розташована  неподалік від однойменного селища та села Юхимівці Хмельницького району Хмельницької області.

## Історія
Станція відкрита у 1912 році, через 40 років після введення в експлуатацію дільниці Тернопіль — Жмеринка. Відкриття станції пов'язано з цікавою історією: поміщик Йотко Наркевич після навчання у Петрограді поїхав у Нью-Йорк, де виграв конкурс на проєкт мосту через річку Гудзон і став заможною людиною. Повернувшись на батьківщину, він звернув увагу, що від його дому до найближчої станції дуже далеко, тому він за власний кошт побудував неподалік залізничну станцію поблизу сіл Юхимівці, Сергіївка, Велика Бубнівка, землями яких володів з дозволу влади Петрограду, яку назвали його ім'ям. Його палац знаходився в селі Великій Бубнівці і був спалений під час революційних бунтів 1917—1918 років. 
Під час Другої світової війни станція була вщент зруйнована. Її відновлення й активна розбудова почались у 1950-х роках. Поруч зі станцією побудували цукровий завод й селище, які отримали назви — Наркевицький цукровий завод, а призаводське селище — Ясне. Впродовж 1955—1985 років цукровий завод випустив стільки продукції, що вантажний поїзд був би завдовжки від Наркевичів до Фастова.
У 1950-х роках побудований новий вокзал: це невелика одноповерхова будівля у вигляді букви «Н», яка прикрашена пілястрами. Вокзал зведений за типовим проєктом на той час, коли мало замислювались про архітектуру, будівля насамперед мала бути функціональною.
У 1998 році станція електрифікована змінним струмом (~ 25кВ) в складі дільниці Тернопіль — Гречани.

## Пасажирське сполучення
На станції Наркевичі зупиняються приміські електропоїзди сполученням 
Хмельницький — Підволочиськ.